# یاشکوویتسه لگنگتسکیه
یاشکوویتسه لگنگتسکیه (به لاتین: Jaśkowice Legnickie) یک روستا در لهستان است که در گمینا کونگتسه واقع شده‌است.